# Idiocera cockerelli
Idiocera cockerelli là một loài ruồi trong họ Limoniidae. Chúng phân bố ở miền Australasia.